# Zentralstadion Qostanai
Das Zentralstadion Qostanai (russisch: Центральный стадион Костанай) befindet sich in der Stadt Qostanai in Kasachstan. Es ist die Heimstätte des Fußballklubs Tobol Qostanai.
Das im Jahr 1964 eingeweihte Stadion hat zwei Tribünen (West- und Osttribüne) und eine Kapazität von 8320 Sitzplätzen. Die Spielstätte entspricht den internationalen Anforderungen. Seit 2008 besitzt das Stadion eine Flutlichtanlage mit 1200 Lux, die die alte Flutlichtanlage mit 200 Lux ersetzte. Als Spielfläche ist ein Naturrasen verlegt.